# まるおぼえ英単語2600
『まるおぼえ英単語2600』（まるおぼええいたんご2600）は、英単語帳である。著者は代々木ゼミナール講師の小倉弘。2004年1月21日に『どんな試験にも出る まるおぼえ英単語2600』が中経出版より刊行され、改訂版が2014年9月16日にKADOKAWAより発売された。

## 概要
本書はTOEIC、英検、大学入試に頻出する英単語約2600語を、辞書とは異なる横配列｢同義語｣（シソーラス）別・テーマ別に分類し、見出し語を含む例文（連語＝コロケーション）で提示した画期的な英単語集である。さらに熟語、諸法、語源、基本義なども掲載し、それぞれの単語を関連づけて効率よく英単語を覚えることができ、アルファベット順に、ひたすら関連のない単語を丸暗記して覚えるよりも、数倍効率のよい学習法とされる。英文は同じ単語の使いまわしをよしとしないため、同意語をたくさん体得することで、英文を立体的に把握できるようになり、本書は「レジェンド・オブ・英単語」として高い評価を受けてきた。

## カラー改訂版
2014年9月16日にKADOKAWAよりカラー改訂版として改訂された。電子書籍版も翌々日の9月18日に発売。旧版の読者からリクエストの多かった音声（例文とその日本語訳）が、改訂版公式ホームページからダウンロード取得できる。日本語部分のナレーションを担当するのは、シグマ・セブン所属（当時）の声優、小倉唯、石原夏織、西明日香、瀬戸麻沙美の4人で、彼女らによる応援メッセージも多数収録している。